# 1171 Rusthawelia
1171 Rusthawelia eller 1930 TA är en asteroid i huvudbältet som upptäcktes den 3 oktober 1930 av den belgiske astronomen Sylvain Arend i Uccle. Den har fått sitt namn efter den georgiske poeten, Sjota Rustaveli.
Asteroiden har en diameter på ungefär 82 kilometer.